# Lino Taioli
Lino Taioli (también escrito como Lino Taiolli) (Arequito, Provincia de Santa Fe, Argentina, 6 de febrero de 1913) fue un jugador y entrenador argentino naturalizado venezolano de fútbol que desarrolló una dilatada carrera deportiva en América y Europa, llegando a ser seleccionador nacional de Colombia. En España entrenó, entre otros, al Atlético de Madrid y al Racing de Santander.
Siendo argentino, disputó tres partidos amistosos no oficiales con Venezuela donde marcó un gol ante Curazao el 4 de septiembre de 1944. Dicho plantel estaba conformado, además de venezolanos, por varios jugadores argentinos y cubanos.

## Trayectoria

### Jugador
Nacido en la ciudad argentina de Santa Fe, Taioli vivió sus primeros años como futbolista en su país natal. No existen apenas referencias de los clubes en los que jugó, aunque una de sus biografías apunta a que lo hizo en Estudiantes, Belgrano y Newell’s Old Boys, pasando luego al extranjero, citando países como Uruguay (Nacional de Montevideo), Paraguay, México, Ecuador, Chile, Venezuela e Italia.
Un equipo argentino en el que sí existe constancia que jugó fue Rosario Central, de donde pasó en 1939 al equipo paraguayo del Atlético Corrales.
La temporada 1944/45 juega en Venezuela, siendo campeón de Liga con el hoy desaparecido Dos Caminos Sport Club, de la ciudad de Caracas. En aquel país y en 1944 llegó a ser alineado en tres partidos por la Selección de Venezuela, en un campeonato disputado en Curazao. En aquel torneo, la selección venezolana "se reforzó" con cuatro argentinos (entre ellos Taioli, que marcó un gol) y dos cubanos.
En 1945 ficha por un equipo italiano de la Serie A, el Génova, al reanudarse el fútbol en este país tras la Segunda Guerra Mundial. Allí disputaría la temporada 1945/46 pasando al término de ésta al Mantova, equipo en el que compaginaría durante la temporada 1946/47 la labor de jugador con la de entrenador.
| Club                            | País      | Año         |
| ------------------------------- | --------- | ----------- |
| Club Estudiantes de La Plata    | Argentina | 1930        |
| Belgrano                        | Argentina | 1932        |
| Club Atlético Newell's Old Boys | Argentina | 1935        |
| Nacional de Montevideo          | Uruguay   | 1937        |
| Club Atlético Rosario Central   | Argentina | 1938 - 1939 |
| Atlético Corrales               | Paraguay  | 1939 - 1940 |
| Dos Caminos Sport Club          | Venezuela | 1939 - 1941 |
| Millonarios FC                  | Colombia  | 1942 - 1943 |
| Génova CFC                      | Italia    | 1945 - 1946 |
| AC Mantova                      | Italia    | 1946 - 1947 |

### Entrenador
Tras el verano de 1947, Lino Taioli abandona Italia y se incorpora como seleccionador nacional de Colombia, de cara a su participación en el Campeonato Sudamericano 1947 (hoy conocido como la Copa América), disputado en Ecuador. Entre el 2 de diciembre y el 29 del mismo mes dirige a los colombianos en un total de siete encuentros, con un pobre resultado de cero victorias, dos empates y cinco derrotas.
En 1948 llega a España, fichando por el Atlético de Madrid, al que dirige en la temporada 1948/49, con el que alcanza la cuarta posición en la Liga. Ese año, el Atlético ficharía también a uno de sus más emblemáticos delanteros, Larby Ben Barek, que Taioli podría alinear junto a los componentes de la llamada "Delantera de Seda" (Juncosa, Vidal, Silva, Escudero y Campos), jugadores que la temporada anterior habían protagonizado el ataque madrileño. Considerado un técnico demasiado metódico, que dejaba poca libertad a sus jugadores tan sólo estuvo una temporada al frente del Atlético. 
En 1949 obtiene en Burgos el reconocimiento oficial como entrenador por el Comité de Entrenadores de la Real Federación Española de Fútbol y se incorpora como técnico del Racing de Santander, en Segunda División.
En Santander la temporada 1949/50 logra el ascenso a Primera. Sin embargo, y aunque en algunos medios se le adjudica también la temporada 1950/51, como entrenador del Racing, lo cierto es que la web oficial del club no lo refleja así, y donde aparece como entrenador en la temporada 50/51, también en Primera División, es en el Real Murcia, según la web oficial de este último club.
Su siguiente paso sería Portugal, país donde dirigiría en la temporada 1951/52 al Boavista y en la 1952/53 al Oporto.

En la temporada 1958/59 vuelven a aparecer referencias suyas en España, como entrenador del Rayo Vallecano.
| Club                            | País                  | Año         |
| ------------------------------- | --------------------- | ----------- |
| AC Mantova (Jugador-entrenador) | Italia                | 1946 - 1947 |
| Selección de Colombia           | Selección de Colombia | 1947        |
| Atlético de Madrid              | España                | 1948 - 1949 |
| Racing de Santander             | España                | 1949 - 1950 |
| Real Murcia Club de Fútbol      | España                | 1950 - 1951 |
| Boavista                        | Portugal              | 1951 -1952  |
| Oporto                          | Portugal              | 1952 - 1953 |
| Rayo Vallecano                  | España                | 1958 - 1959 |

## Títulos
- 1 Liga de Venezuela de Primera División con el Dos Caminos Sport Club de Caracas (1944/45).